# 巴特朗根萨尔察战役 (1866年)
在第二次巴特朗根萨尔察战役中，汉诺威军队在6月27日击败过普魯士军，但不久後就遭到大军围困而投降。